# Kormos mangábé
A kormos mangábé (Cercocebus atys) a cerkóffélék családjába tartozó, Nyugat-Afrikában honos majomfaj. Az egyik, kormos mangábét megfertőző vírus volt az embert is megbetegítő HIV-2 őse.

## Megjelenése

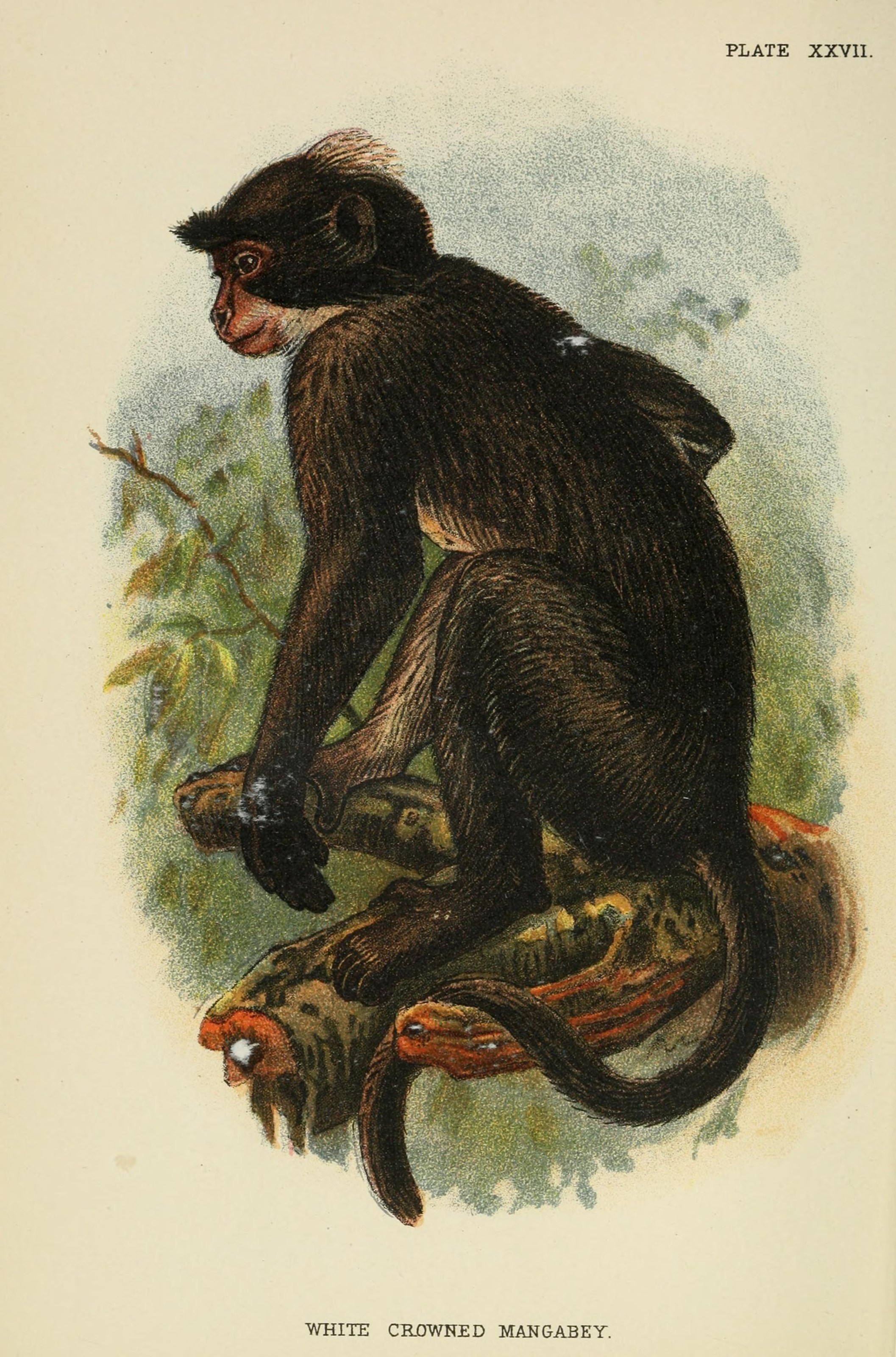
A kormos mangábé 1897-es ábrázolása

A kormos mangábé közepes méretű majomfaj, a hímek testhossza 47 – 67 cm, súlyuk 7–12 kg; a nőstények 45–60 cm-esek és 4,5–7 kg-osak. A hímek kb. másfélszer nagyobbak és szemfogaik is jobban kifejezettek, mint a nőstényekéi. Farkuk meghaladhatja a testhosszukat, 40–80 cm-es. Bundájuk füstös palaszürke vagy barnásszürke színű, a hasukon világosabb szürke. Kezük és lábfejük valamivel sötétebb színű, feketés. Arcuk csupasz és szürke vagy szürkésrózsaszín; orruk egy árnyalattal sötétebb. Felső szemhéjuk fehér.
Két alfaja ismert:
- Cercocebus atys atys - egyenletesen szürke, esetleg sötétebb csík a hát hosszában, fején nincs üstök
- Cercocebus atys lunulatus - fején üstök figyelhető meg, arca sötétebb, torkán és mellkasán kiterjedt fehér folt látható. Tarkóján is lehet egy fehér folt.

## Elterjedése
Nyugat-Afrikában honos. Szenegálban, Bissau-Guineában és Guineában létszáma erősen megfogyatkozott, egyes területekről kipusztult. Sierra Leonéban, Libériában és Nyugat-Elefántcsontparton még nagy populációi élnek.
Erdei állat, egyaránt megtalálható az őserdőkben, a másodlagos erdőkben, és a mangrove- vagy galériaerdőkben is. Legtöbbet tanulmányozott populációja Elefántcsontpart délnyugati részén, a Tai Nemzeti Park őserdeiben él. 

## Életmódja
Nappal aktívak. Idejük nagy részét az erdő talaján töltik, élelem után keresgélve, de a fák lombjai között is ügyesen mozognak. Nagy (15-100 fős), több hímből és nőstényből álló csoportokban élnek, szinte mindig valamelyik társuk 1 méteres közelségében tartózkodnak. Hűvös időjárás esetén összebújva melegítik egymást. Megfigyelték, hogy a nőstények néha egy kődarabbal dörgölik a kölykök szőrét; nem teljesen világos, hogy ez szerszámhasználatnak minősül-e.
A hímek és a nőstények között külön rangsor áll fenn, azonban a legalább 5-6 éves hímek már a nőstények fölött állnak. A kölykök anyjuk rangját öröklik, ami a fiatal nőstények esetében keveset változik, az ivarérett hímnek azonban ki kell vívnia saját társadalmi állását. A nőstények saját csoportjukban maradnak, míg a hímek gyakran gyakran másik csapathoz költöznek. Egymás között a legkevésbé agresszív óvilági majmok közé tartoznak.
A csoport kb. 6–8 km²-es területen belül mozog, ami azonban átfedhet a szomszédos mangábécsoportok territóriumával.
Étrendjük magvakból, termésekből (főleg pálmadióból), gyümölcsökből és rovarokból áll. Megeszik a zsenge hajtásokat, leveleket és gombákat is. Állkapcsuk és fogazatuk igen erős, ami segíti őket a kemény magvak és diók feltörésében. A hímek jellemzően inkább kemény héjú diókat, magvakat; míg a nőstények puhább magvakat és gyümölcsöket esznek.
A kormos mangábére leopárdok, csimpánzok, koronás sasok és az ember vadászik. Bár nem vadászik rájuk, de a gaboni vipera elől is menekülnek. Más vészkiáltást hallatnak sas, illetve leopárd megjelenése esetén: előbbi esetben lemásznak a fáról, földi veszély jelentkezésekor viszont a lombok között keresnek menedéket.

### Szaporodása

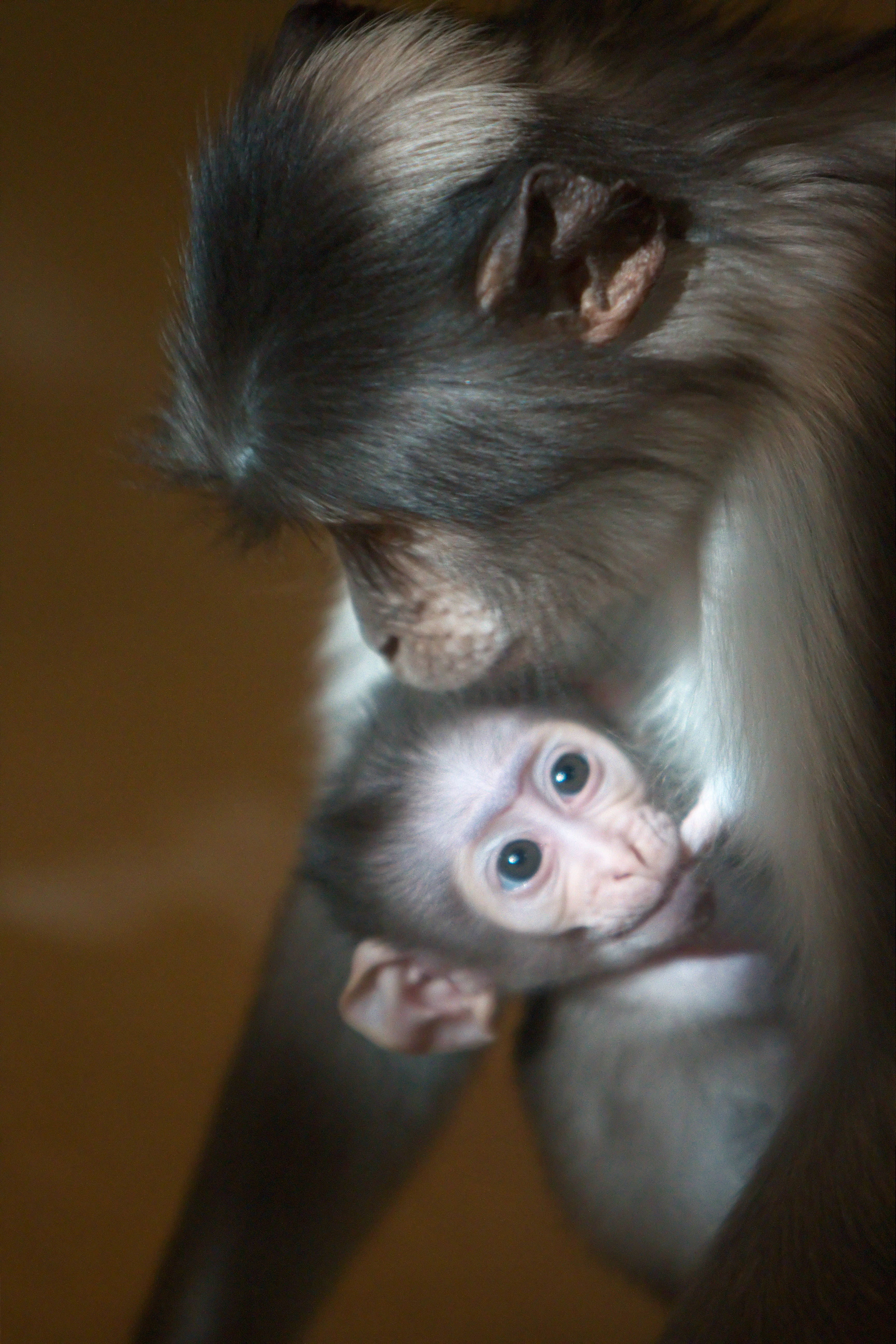
Mangábécsalád

Szociális rendszerükre a promiszkuitás a jellemző, mind a hímeknek, mind a nőstényeknek több szexuális partnerük van. A magasabb rangú hímek jellemzően több nősténnyel párzanak. Megfigyelték, hogy a csoporthoz verődő idegen hímek időnként megtámadják és megölik a kölyköket; ilyenkor a hazai hímek a segítségére siethetnek. A támadó viselkedés oka, hogy a kölykét elveszítő nőstény hamarosan ovulálni kezd, és a kívülről érkező hímnek így esélye lehet utódot nemzeni vele.
A hímek már egyéves koruktól kezdődően szexuális aktivitást mutatnak és meghágják a nőstényeket, de csak négyéves korukban lesznek nemzőképesek. A nőstények kb. háromévesen lesznek ivarérettek. A petesejt érését az ivarszerv környékének duzzanata jelzi. A nőstények átlagosan 167 napos vemhesség után egyetlen kölyköt hoznak a világra. Az újszülöttek anyjuk hasi szőrébe kapaszkodnak, néhány hónapos korukban viszont átköltöznek a hátára, meglovagolják őt. Az anya 4-10 hónapos koráig szoptatja a kölykét.
Átlagos élettartamuk a vadonban 18 év; fogságban 26 évig is elélnek.

## Környezetvédelmi helyzete
A kormos mangábé a Természetvédelmi Világszövetség Vörös listáján mérsékelten fenyegetett státusszal szerepel. A helyi lakosság vadászik rá és élőhelyét az erdőirtások veszélyeztetik. Szerepel a washingtoni egyezmény II. függelékében, vagyis kereskedelme korlátozott. 

## Víruskutatás
A kormos mangábékban él a majom immundeficiencia vírus (simian immundeficiency virus, SIV) azon törzse, amelyből az AIDS enyhébb változatát okozó HIV-2 vírus kifejlődött. A fertőzés a mangábékben nem okoz tüneteket. A fajt emiatt a víruskutatók is vizsgálják az AIDS ezen változatának gyógymódja reményében. Ezenkívül a kormos mangábé az egyetlen faj (az emberen kívül) ahol a lepra kórokozója képes egyik egyedről a másikra természetes körülmények között is terjedni.  